# 1. ŽNL Dubrovačko-neretvanska 2013./14.
Ovaj članak je podtema članka: 4. rang HNL-a 2013./14.

1. ŽNL Dubrovačko-neretvanska u sezoni 2013./14. predstavlja ligu četvrtog ranga hrvatskog nogometnog prvenstva. Liga je nastala ujedinjenjem klubova iz dvaju liga, lige koju je organizirao Županijski nogometni savez Dubrovačko-neretvanske županije i lige pod organizacijom Hrvatskog nogometnog saveza – Središte Split.
Prvak 1. ŽNL Dubrovačko-neretvanske za promociju u viši rang natjecanja 3. HNL – Jug ide u doigravanje s ostalim dalmatinskim prvacima županijskih liga. Prvak je bio NK Jadran Luka Ploče i u doigravanju je bio bolji prvo od prvaka Šibensko-kninske, pa onda i od prvaka Splitsko-dalmatinske županije. 

## Sustav natjecanja
U ligi je sudjelovalo trinaest klubova, a održava se u periodu jesenske i proljetne polusezone dvokružnim sistemom. Svi klubovi međusobno igraju jedni protiv drugih jednom kao gosti i jednom kao domaćini. Pobjednik ove lige kao i ostalih 4 dalmatinskih županijskih liga ide u doigravanje za 3. HNL – Jug. Posljednji na ljestvici ide u niži rang natjecanja 2. ŽNL Dubrovačko-neretvansku.

## Sudionici
- NK Croatia Gabrile, Gabrili, Konavle
- HNK Dubrovnik 1919, Dubrovnik (prvak 1. ŽNL – ŽNS 2012./13.)
- NK Grk, Potomje, Orebić
- NK Gusar Komin, Ploče (prvak 1. ŽNL – HNS 2012./13.)
- NK Hajduk 1932, Vela Luka
- NK Jadran Luka Ploče, Ploče (degradirani klub iz višeg ranga 3. HNL – Jug 2012./13.)
- NK Maestral, Krvavac, Kula Norinska
- ONK Metković, Metković
- NK Omladinac, Lastovo
- NK Orebić, Orebić
- HNK Slaven Gruda, Konavle
- NK SOŠK, Ston
- NK Župa dubrovačka, Čibača

## Ljestvica
| Mj.                                  | Klub                   | U  | P  | N | I  | G+ | G- | GR  | Bodovi  | Sljedeća sezona                           |
| ------------------------------------ | ---------------------- | -- | -- | - | -- | -- | -- | --- | ------- | ----------------------------------------- |
| 1.                                   | Jadran Ploče           | 23 | 19 | 2 | 2  | 78 | 15 | +63 | 59      | 3. HNL – Jug 2014./2015.                  |
| 2.                                   | Maestral Krvavac       | 23 | 12 | 5 | 6  | 50 | 31 | +19 | 41      | 1. ŽNL Dubrovačko-neretvanska 2014./2015. |
| 3.                                   | Orebić                 | 23 | 10 | 6 | 7  | 43 | 44 | -1  | 36      | 1. ŽNL Dubrovačko-neretvanska 2014./2015. |
| 4.                                   | Croatia Gabrile        | 23 | 11 | 1 | 11 | 39 | 31 | +7  | 34      | 1. ŽNL Dubrovačko-neretvanska 2014./2015. |
| 5.                                   | Gusar Komin            | 23 | 9  | 7 | 7  | 36 | 31 | +5  | 34      | 1. ŽNL Dubrovačko-neretvanska 2014./2015. |
| 6.                                   | Metković               | 23 | 9  | 7 | 7  | 39 | 40 | -1  | 34      | 1. ŽNL Dubrovačko-neretvanska 2014./2015. |
| 7.                                   | Dubrovnik 1919         | 23 | 10 | 3 | 10 | 40 | 46 | -6  | 33      | 1. ŽNL Dubrovačko-neretvanska 2014./2015. |
| 8.                                   | Župa dubrovačka Čibača | 23 | 9  | 5 | 9  | 35 | 33 | +2  | 32      | 1. ŽNL Dubrovačko-neretvanska 2014./2015. |
| 9.                                   | Hajduk 1932 Vela Luka  | 23 | 10 | 2 | 11 | 33 | 36 | -3  | 32      | 1. ŽNL Dubrovačko-neretvanska 2014./2015. |
| 10.                                  | Slaven Gruda           | 23 | 8  | 3 | 12 | 30 | 35 | -5  | 27      | 1. ŽNL Dubrovačko-neretvanska 2014./2015. |
| 11.                                  | Omladinac Lastovo      | 23 | 6  | 4 | 13 | 30 | 62 | -32 | 22      | 1. ŽNL Dubrovačko-neretvanska 2014./2015. |
| 12.                                  | Grk Potomje            | 23 | 2  | 6 | 15 | 15 | 38 | -23 | 11 (-1) | 1. ŽNL Dubrovačko-neretvanska 2014./2015. |
| 13.                                  | SOŠK Ston              | 12 | 3  | 1 | 8  | 16 | 42 | -36 | 10      | 2. ŽNL DN 2014./2015.                     |
|                                      |                        |    |    |   |    |    |    |     |         |                                           |
| SOŠK Ston odustao nakon zimske pauze |                        |    |    |   |    |    |    |     |         |                                           |

 Izvori: 

 RSSSF -- The Rec.Sport.Soccer Statistics Foundation

## Doigravanje za 3. HNL – Jug
U doigravanju sudjeluju četiri prvaka županijskih liga na prostoru Dalmacije. Igraju se dvije utakmice, a parovi se dobivaju izvlačenjem. Pobjednici doigravanja plasiraju se u viši rang natjecanja.  
Prvaci županijskih liga u sezoni 2013./2014.:
- 1. ŽNL Dubrovačko-neretvanska – Jadran Luka Ploče
- 1. ŽNL Splitsko-dalmatinska – Mladost Proložac
- 1. ŽNL Šibensko-kninska – Vodice
- 1. ŽNL Zadarska – Polača

Polufinale (3. lipnja / 7. lipnja 2014.)
| Prva momčad      | Rez. | Druga momčad      | 1. ut. | 2. ut. |
| ---------------- | ---- | ----------------- | ------ | ------ |
| Mladost Proložac | 4:0  | Polača            | 3:0    | 1:0    |
| Vodice           | 1:4  | Jadran Luka Ploče | 1:0    | 0:4    |

Finale (10. lipnja / 14. lipnja 2014.)
| Prva momčad      | Rez. | Druga momčad      | 1. ut. | 2. ut. |
| ---------------- | ---- | ----------------- | ------ | ------ |
| Mladost Proložac | 2:5  | Jadran Luka Ploče | 1:3    | 1:2    |

Jadran Luka Ploče  je nakon samo godinu dana u županijskoj ligi i kvalifikacija ostvario plasman u 3. HNL – Jug za 2014./15. 

## Unutrašnje poveznice
- 3. HNL – Jug 2013./2014.
- 1. ŽNL Splitsko-dalmatinska 2013./2014.
- 1. ŽNL Zadarska 2013./2014.
- ŽNL Šibensko-kninska 2013./14.
- 2. ŽNL Dubrovačko-neretvanska 2013./14.

## Vanjske poveznice
- Facebook stranica ŽNS Dubrovačko-neretvanski
- Županijski nogometni savez Dubrovačko-neretvanske županije